# Boi Caprichoso
O Boi Caprichoso, cujo nome completo em razão social é Associação Cultural Boi-Bumbá Caprichoso, é uma das duas agremiações culturais que competem no Festival Folclórico de Parintins, um dos mais importantes festivais populares e culturais do Brasil.  As cores oficiais do Caprichoso são o azul e o branco, embora seja conhecido como "touro negro" por conta da sua representação ser um touro de pelos pretos, possuindo este uma estrela azulada na testa, sendo esta o seu símbolo maior. 

## História
Era 1913 quando a Parintins antiga viu nascer nos terreiros úmidos do “Reduto do Esconde”, pelas bandas do Urubuzal, o Boi Caprichoso. Nascido das mãos calejadas de Seu Roque Cid e seus irmãos, Antônio Cid, Beatriz Cid e Pedro Cid, naturais de Crato, no Ceará. O mais velho, Pedro Cid, resolve ficar em Belém, precisava de trabalho urgentemente. Os outros, Roque Cid e Antônio Cid, seguem para Manaus. Aportando em Parintins, saltam e resolvem ficar. O ano era 1913, os Cid ainda não haviam concretizado todos os seus sonhos de prosperar na nova terra e resolvem que vão retornar às suas origens. Fala-lhes sobre um boi de nome Caprichoso que assistira em Manaus, na Praça 14 de Janeiro, contou-lhes como foi sua evolução: toadas, desafios e animação. Os irmãos Cid enchem-se de coragem e no dia 20 de outubro de 1913, juntamente com outros amigos e a promessa a São João foi cumprida: nasce o boi Caprichoso no local conhecido como Esconde, hoje a Travessa Sá Peixoto.
Assim, desde então, de couro negro e luzidio, o boi Caprichoso saiu às ruas pela primeira vez, demarcando seu território azulado, brincado pelas ruas de Parintins, sob as luzes de lamparinas.
O boi brincava, dançando estimulado pela cantoria do Amo e a euforia dos brincantes em número reduzido e lá se iam ao som da marujada de guerra, entoando seus desafios, incentivados pelos torcedores.
De vez em quando, uma parada para o ritual do tira a língua. O boi morria, atirado por pai Francisco para satisfazer o desejo de Mãe Catirina. Sua língua era retirada e vendida ao dono da casa. Assim, angariavam fundos para os festejos da morte do boi quando encerravam os folguedos juninos.
Nascido das mãos de gente simples, logo ganha a simpatia de muitos, tornando-se assim, o presente do povo: pescadores, lavadeiras, pedreiros, compadres e comadres. Eram os seus primeiros brincantes.
De lá para cá, o Boi Caprichoso ganhou os quintais e as ruas, sempre brincando e alegrando gente pobre, negra, indígena e ribeirinha, refletida na estrela azul e branca da testa do Boi Negro da Ilha, lindo e popular. Sob lamparinas de Seu Lioca e cumprimento da promessa junina, fortalecia-se, aos poucos, uma festança popular que, ao longo das gerações, permitiu que os parintinenses sonhassem outros futuros, tecidos por meio dos saberes e da sensibilidade de sua gente cabocla, energizada na utopia e na busca de uma imaginada revolução oriunda desde nossa ancestralidade. Os artistas populares, com suas esculturas superlativas, ganharam o Brasil e o mundo, tornando o Boi Caprichoso, os mais aguerridos lutadores da cultura parintinense.
Em metamorfose ao ritmo tradicional e o ambiente do folguedo em espetáculo capaz de mobilizar multidões e de colocar em cena a louvação à Mãe Natureza, ao passo em que se denunciam as violações dos direitos dos povos da floresta. Valorizando a história de tantas memórias e camadas, diversas em etnias, gêneros, religiões e orientações sexuais. As ruas são galerias vivas de uma arte popular a nutrir e expandir a cultura nacional. Semeando arte em reinvenções permanentes, refazendo identidades, emoldurando ancestralidades com as demandas atuais que brotam da gente.
O Caprichoso é o bumbá que permanece se nutrindo em mais de cem anos, nos batuques libertários dos quilombos, em meio a marchas e acampamentos de povos originários, no suor de artesãos locais e nas expressividades dos que ousaram criar no meio da Amazônia, as estruturas gigantescas que que foram nomeadas nos saberes-fazeres de ousadia.
Este boi segue sustentando, em mais de 50 edições do Festival Folclórico, com os artistas do Boi-Bumbá Caprichoso, a função máxima da festa que é bradar a todos os cantos a luta dos homens e das mulheres da floresta, transformando os anseios e sonhos do seu povo em luta: luta em poesia na chama viva da cultura popular do Boi Negro de Parintins.
A partir de 1982, o Boi-Bumbá Caprichoso transforma-se em uma associação, alterando seu formato de gestão. Os antigos proprietários transferem o controle para presidentes eleitos com mandatos específicos, auxiliados por uma diretoria mais ampla. Odinéa Andrade registra a primeira assembleia em 20 de março de 1982, no Salão Nobre do Colégio Nossa Senhora do Carmo. Nesse momento, organizam o primeiro quadro de sócios, e em breve, o Caprichoso adquire um curral, um espaço físico para atividades sociais, ensaios e parte da preparação para as apresentações no Festival.

### Localização
Ao longo de sua existência, o Caprichoso ocupou nove Currais (sedes), a cada novo dono o boi se instalou em diferentes locais, numa caminhada pelos quatro cantos da cidade, originando-se daí a sua fama de "Boi de Parintins". A partir de 1981, quando o Caprichoso deixa de ter um dono e passa a ser administrado por uma diretoria, se instala definitivamente em seu curral na Rua Gomes de Castro, que recebeu o nome de Zeca Xibelão em homenagem a seu icônico tuxaua. 
| Dono                          | Curral                         |
| ----------------------------- | ------------------------------ |
| Roque Cid (1913 - 1918)       | Av. Sá Peixoto                 |
| Emídio Vieira (1918-1931)     | Av. Rio Branco                 |
| Pedro Cid (1932-1942)         | Av. Sá Peixoto                 |
| Antônio Boboí (1943)          | Av. João Meireles              |
| Nascimento Cid (1944 - 1947)  | Beco Castelo Branco            |
| Luiz Gonzaga (1948 - 1963)    | Av. Rio Branco                 |
| Nilo Gama (1964)              | Av. Rio Branco e Furtado Belém |
| Ervino Leocádio (1965 - 1967) | Parananema e Travessa Cordovil |
| Luiz Pereira (1968 - 1981)    | Travessa Cordovil              |

## Festas Tradicionais

### Boi de Rua
O "Boi de Rua" é a festa mais tradicional realizada pelo Caprichoso, ocorre sempre no mês de Abril e faz parte da temporada bovina em Parintins. Fogueiras, lamparinas, Marujada, Vaqueirada, Pai Francisco e Mãe Catirina são elementos presentes na brincadeira, que até hoje reúne famílias nas portas das casas e centenas de brincantes em caminhada, pelas ruas da cidade. Durante o trajeto, o Boi de Rua passa por pontos importantes do município de Parintins, como a catedral de Nossa Senhora do Carmo, até chegar ao curral Zeca Xibelão.

### Bar do Boi
Realizado a 30 anos, o Bar do Boi é um tradicional evento do Boi Caprichoso em Manaus, promovido pelo Movimento Marujada e é considerado vitrine do Festival Folclórico de Parintins para o Brasil e o mundo. É um grande show realizado com a presença de todos os itens, bandas e grupos de danças do Boi e atrai um grande público.

## Projeto social
Desde 1997, o Caprichoso mantém a Escola de Artes Irmão Miguel de Pascalle, conhecida também como "Escolinha de Artes Caprichoso", criada na gestão do então presidente Joilto Azedo. Inicialmente de forma tímida como um projeto experimental, envolvia cerca de 50 crianças. Nos dias Atuais, a escola de artes atende mais de 700 jovens entre 07 a 20 anos no compromisso de iniciação artística, no apoio aos esportes e auxilio no reforço escolar. Este Projeto já atende a demanda interna do boi Caprichoso em praticamente todos os seus setores, que concorrem o festival e em especialmente na parte artística e musical. Para participar das atividades e laboratórios da escola, é preciso apenas estar matriculados na rede de ensino formal. As crianças e adolescentes não precisam torcerem para o Caprichoso para serem aceitas, tanto que a escola já revelou itens inclusive para o adversário.

## Festivais
| Boi Caprichoso | Boi Caprichoso     | Boi Caprichoso | Boi Caprichoso | Boi Caprichoso       |
| Ano            | Colocação          | Tema | Presidente     | Ref.                 |
| -------------- | ------------------ | --- | -------------- | -------------------- |
| 1985           | Campeão            | Negrão Maravilha |                |                      |
| 1986           | Vice-campeão       | Arte, Amor e Paz |                |                      |
| 1987           | Campeão            | Revolução da Arte no Mundo |                |                      |
| 1988           | Vice-campeão       | Rei Negro, Tributo a Liberdade |                |                      |
| 1989           | Vice-campeão       | A Força da Natureza |                |                      |
| 1990           | Campeão            | Raízes de um Povo |                |                      |
| 1991           | Vice-campeão       | Cultura Cabocla |                |                      |
| 1992           | Campeão            | A Arte de Folclorear |                |                      |
| 1993           | Vice-campeão       | No Silêncio da Mata |                |                      |
| 1994           | Campeão            | Capricho dos Deuses |                |                      |
| 1995           | Campeão            | Luz e Mistérios da Floresta |                |                      |
| 1996           | Campeão            | Criação Cabocla |                |                      |
| 1997           | Vice-campeão       | O Boi de Parintins |                |                      |
| 1998           | Campeão            | 85 Anos de Cultura |                |                      |
| 1999           | Vice-campeão       | Faz da Arte Sua História |                |                      |
| 2000           | Empate             | A Terra é Azul |                |                      |
| 2001           | Vice-campeão       | Amor e Paixão |                |                      |
| 2002           | Vice-campeão       | Amazônia Cabocla de Alma Indígena |                |                      |
| 2003           | Campeão            | 90 Anos de Raízes e Tradições na Amazônia |                |                      |
| 2004           | Vice-campeão       | Amazonas: Terra do Folclore, Fonte de Vida |                |                      |
| 2005           | Vice-campeão       | A Estrela do Brasil |                |                      |
| 2006           | Vice-campeão       | Amazônia Solo Sagrado |                |                      |
| 2007           | Campeão            | O Eldorado é Aqui |                |                      |
| 2008           | Campeão            | O Futuro é Agora |                |                      |
| 2009           | Vice-campeão       | Amazonas, Onde o Verde Encontra o Azul |                |                      |
| 2010           | Campeão            | O Canto da Floresta |                |                      |
| 2011           | Vice-campeão       | A Magia Que Encanta |                |                      |
| 2012           | Campeão            | Viva a Cultura Popular! |                |                      |
| 2013           | Vice-campeão       | O Centenário de uma Paixão |                |                      |
| 2014           | Vice-campeão       | Amazônia Táwapayêra |                |                      |
| 2015           | Campeão            | Amazônia |                |                      |
| 2016           | Vice-campeão       | Viva Parintins! |                |                      |
| 2017           | Campeão            | A Poética do Imaginário Caboclo |                |                      |
| 2018           | Campeão            | Sabedoria Popular: Uma revolução ancestral |                |                      |
| 2019           | Vice-campeão       | Um Canto de Esperança para Mátria Brasilis |                |                      |
| 2020           | não houve festival | |                |                      |
| 2021           | não houve festival | |                |                      |
| 2022           | Campeão            | Amazônia: Nossa Luta em Poesia | Jender Lobato  | [ 10 ] [ 11 ]        |
| 2023           | Campeão            | O Brado do Povo Guerreiro | Jender Lobato  | [ 12 ] [ 13 ] [ 14 ] |
| 2024           | Campeão            | Cultura - O Triunfo do Povo (Subtemas: “Raízes: O Entrelaçar de Gentes e Lutas”, “Tradições: o flamejar da resistência popular”, “Saberes, o Reflorestar das Consciências") | Rossy Amoedo   | [ 15 ] [ 16 ] [ 17 ] |
| 2025           | Vice-campeão       | É Tempo de Retomada (Subtemas: “Amyipaguana: Retomada pelas Lutas", "Kizomba: Retomada pela Tradição", "Kaá-eté: Retomada pela Vida”)                                       | Rossy Amoedo   | [ 18 ]               |

## Títulos
| 27     | 1969, 1972, 1974, 1976, 1977, 1979, 1985, 1987, 1990, 1992, 1994, 1995, 1996, 1998, 2000, 2003, 2007, 2008, 2010, 2012, 2015, 2017, 2018, 2022, 2023 e 2024 |
| Fonte: | |

## Segmentos

### Presidentes
Aqui, a lista dos presidentes da agremiação:
| Presidentes                                                                               | Mandato       | Ref. |
| ----------------------------------------------------------------------------------------- | ------------- | ---- |
| Roque Cid                                                                                 | 1913          |      |
| Emídio Vieira                                                                             | 1918-1931     |      |
| Pedro Cid                                                                                 | 1932-1942     |      |
| Antônio BoBoí                                                                             | 1943          |      |
| Nascimento Cid                                                                            | 1944-1947     |      |
| Luiz Gonzaga                                                                              | 1948-1963     |      |
| Nilo Gama                                                                                 | 1964          |      |
| Ervino Leocádio                                                                           | 1965-1967     |      |
| Luiz Pereira                                                                              | 1968-1981     |      |
| Alcinelcio Vieira                                                                         | 1982          |      |
| Geraldo Medeiros                                                                          | 1983-1984     |      |
| Waldemar Queiroz                                                                          | 1984-1985     |      |
| João Andrade                                                                              | 1986-1987     |      |
| Irineu Teixeira                                                                           | 1988-1989     |      |
| Rubens dos Santos                                                                         | 1989          |      |
| Junta Governativa (Ray Viana, Emílio Silva, Nazaré Leitão, Feijó, Manolo e Socorro Lopes) | 1990          |      |
| Geraldo Medeiros                                                                          | 1991          |      |
| Ray Viana                                                                                 | 1992          |      |
| João Andrade                                                                              | 1993          |      |
| Ray Viana                                                                                 | 1994-1996     |      |
| Joilto Azêdo                                                                              | 1997-2000     |      |
| Dodózinho Carvalho                                                                        | 2001-2002     |      |
| César Oliveira                                                                            | 2003-2005     |      |
| Carmona Oliveira Filho                                                                    | 2005-2010     |      |
| Márcia Baranda                                                                            | 2010-2013     |      |
| Joilto Azêdo                                                                              | 2013-2016     |      |
| Babá Tupinambá                                                                            | 2016-2019     |      |
| Jender Lobato                                                                             | 2019–2023     |      |
| Rossy Amoedo                                                                              | 2023-presente |      |

### Apresentador

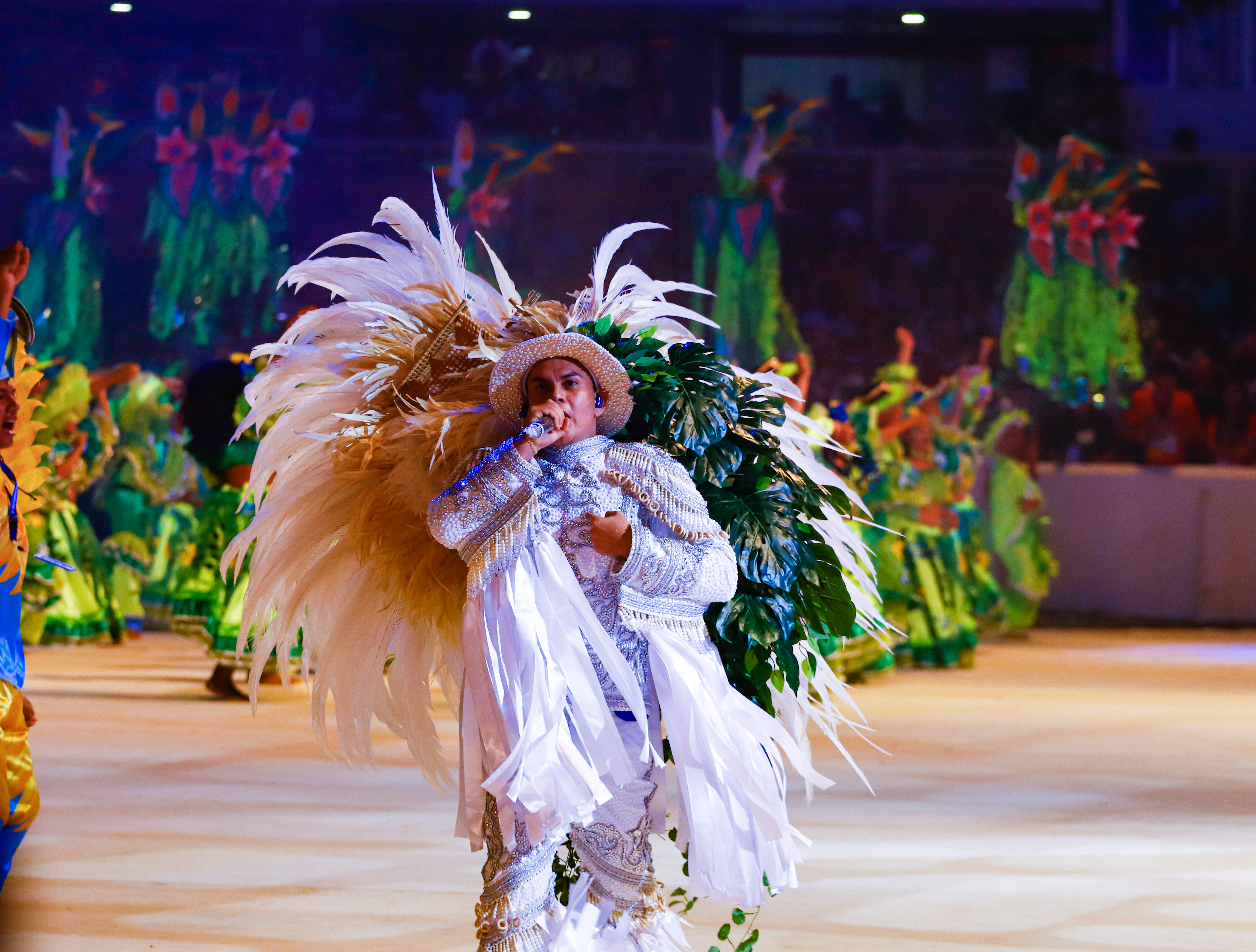
Apresentador do Boi Caprichoso

| Período       | Apresentador   | Naturalidade | Ref. |
| ------------- | -------------- | ------------ | ---- |
| 1987-1989     | Marcos Santos  |              |      |
| 1990-1997     | Gil Gonçalves  |              |      |
| 1998-2004     | Arlindo Júnior | Manaus       |      |
| 2005-2013     | Junior Paulain |              |      |
| 2014          | Arlindo Júnior | Manaus       |      |
| 2015          | Junior Paulain |              |      |
| 2016          | Fabiano Neves  |              |      |
| 2016-presente | Edmundo Oran   |              |      |

### Levantador de Toadas

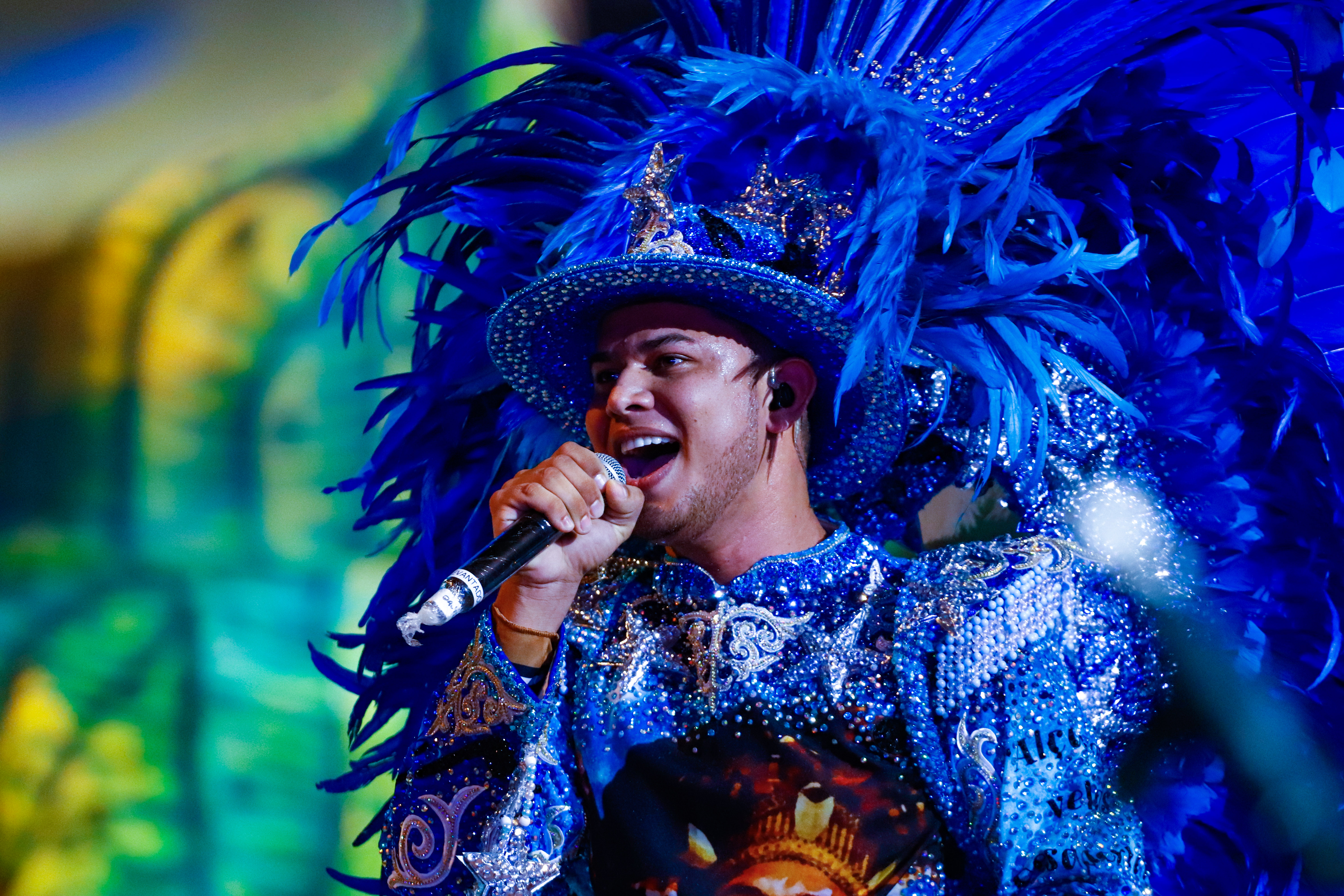
Levantador de Toadas do Boi Caprichoso

| Período    | Levantador de Toadas | Naturalidade | Ref.   |
| ---------- | -------------------- | ------------ | ------ |
| 1989-1999  | Arlindo Júnior       | Manaus       |        |
| 2000-2001  | Renato Freitas       |              |        |
| 2002-2004  | Robson Junior        |              | [ 21 ] |
| 2005-2006  | Arlindo Júnior       | Manaus       |        |
| 2007-2009  | Edilson Santana      | Santarém     | [ 22 ] |
| 2010-2020  | David Assayag        | Parintins    |        |
| 2020-atual | Patrick Araújo       | Juruti       |        |

### Marujada de Guerra

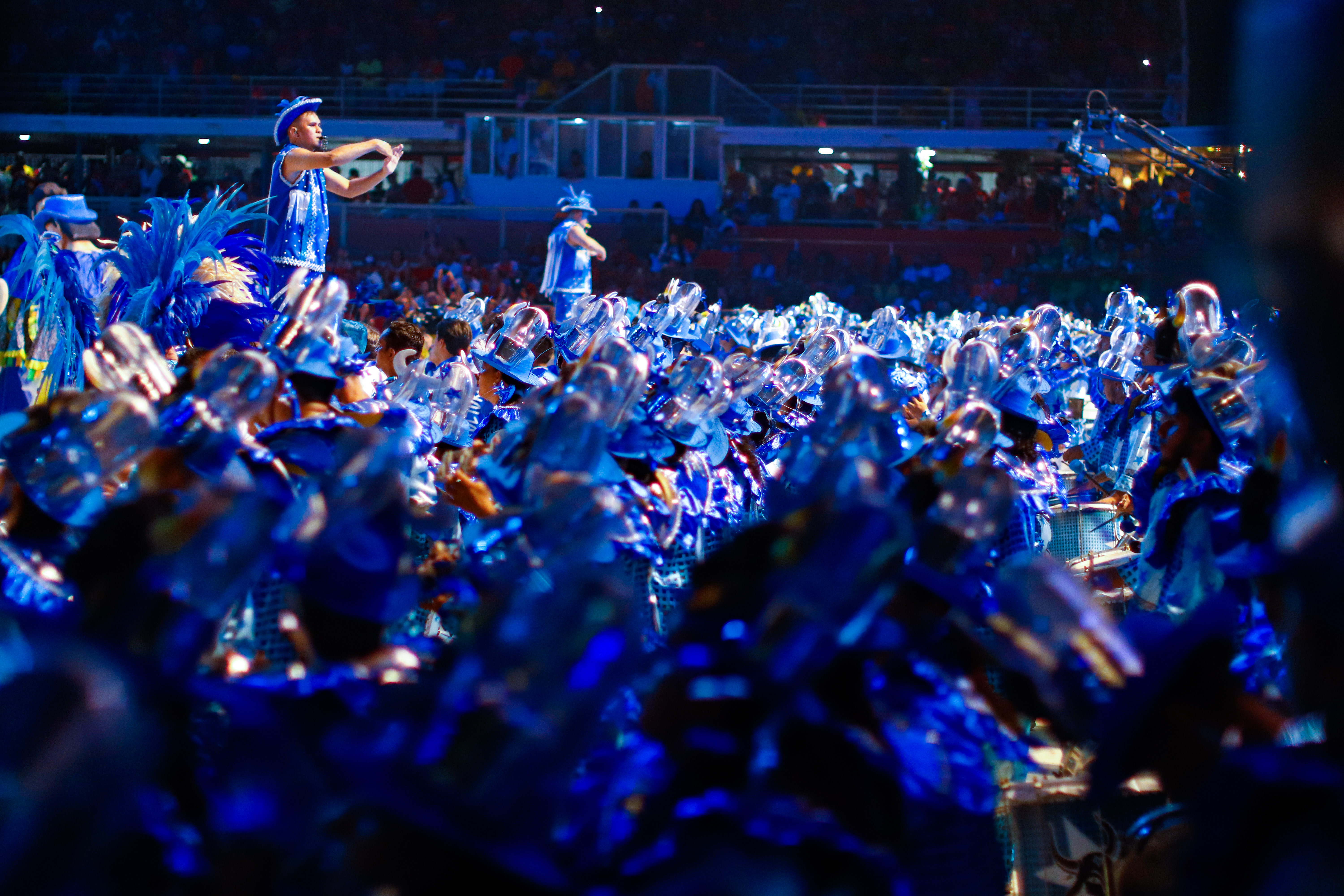
Marujada de Guerra do Boi Caprichoso

A sustentação rítmica é a base do espetáculo, fornecida por um agrupamento de percussão essencial às toadas. Reger uma orquestra de percussão já é complexo, e dividir 450 ritmistas em duas partes, com dois regentes, é um desafio que exige concentração e comprometimento artístico, alinhando os espetáculos de Arena com grandes musicais. 

### Porta-Estandarte

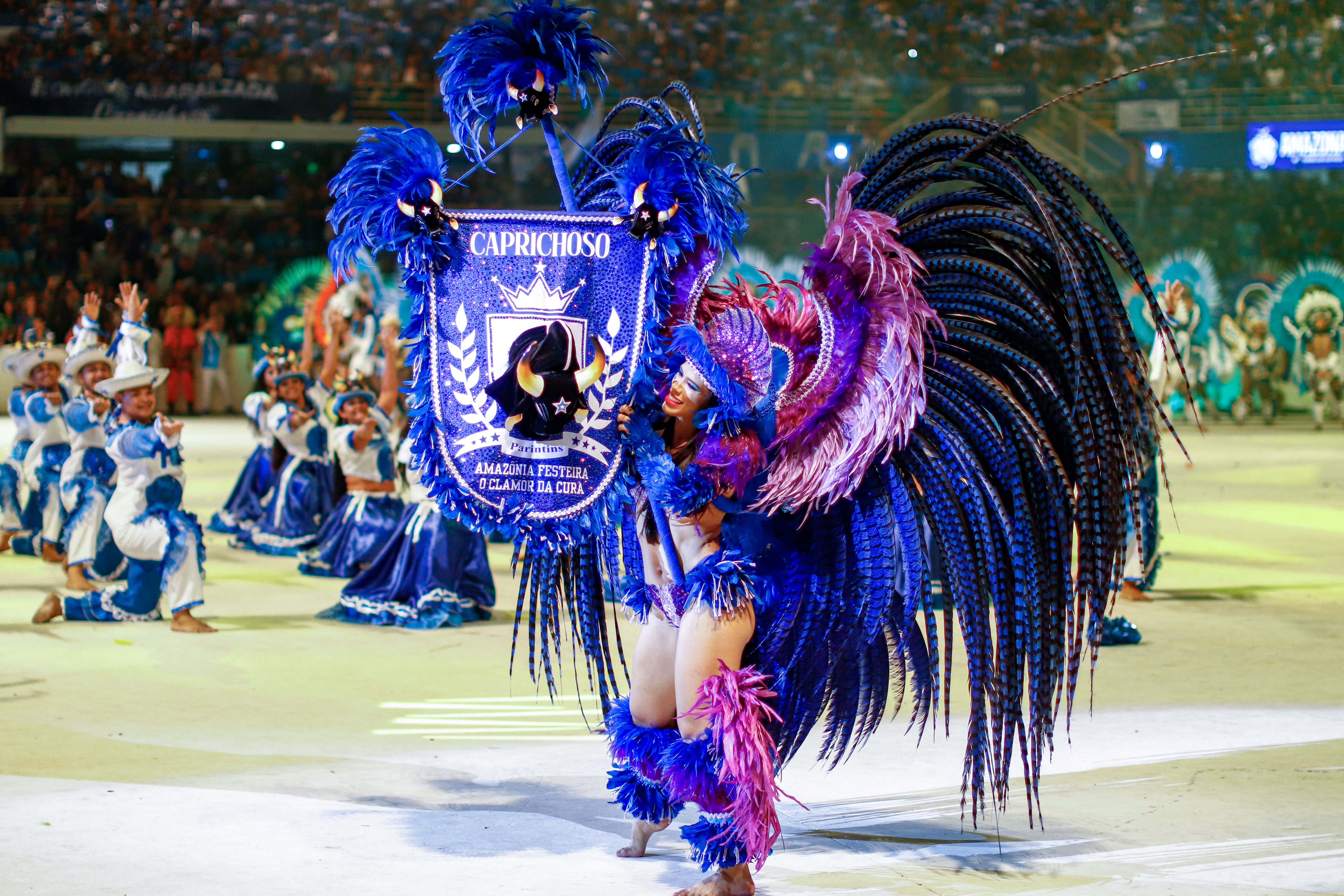
Porta Estandarte do Boi Caprichoso

| Período    | Porta-estandartes               | Naturalidade | Ref.   |
| ---------- | ------------------------------- | ------------ | ------ |
| 1989       | Rosames Suely                   | Parintins    |        |
| 1990       | Wanderlane                      | Parintins    |        |
| 1991       | Marcela Pessoa                  | Parintins    |        |
| 1992       | Inah Lopes                      | Parintins    | [ 23 ] |
| 1993       | Moza Santana/Marcela Pessoa     | Parintins    |        |
| 1994-1995  | Marlessandra Barbosa Fernandes  | Parintins    |        |
| 1996-1998  | Marlessandra Nascimento Santana | Parintins    | [ 23 ] |
| 1999-2004  | Lucenize Moura                  | Parintins    | [ 23 ] |
| 2005-2006  | Analú Vieira                    | Parintins    | [ 23 ] |
| 2007-2011  | Karyne Medeiros                 | Parintins    | [ 23 ] |
| 2012       | Jeane Benoliel                  | Parintins    | [ 23 ] |
| 2013-2014  | Rayssa Tupinambá                | Parintins    | [ 23 ] |
| 2015       | Jessica Tavares                 | Parintins    |        |
| 2016       | Thaisa Brasil                   | Parintins    |        |
| 2017       | Taynessa Brasil                 | Parintins    | [ 23 ] |
| 2017-atual | Marcela Marialva                | Manaus       | [ 24 ] |

### Amo do Boi

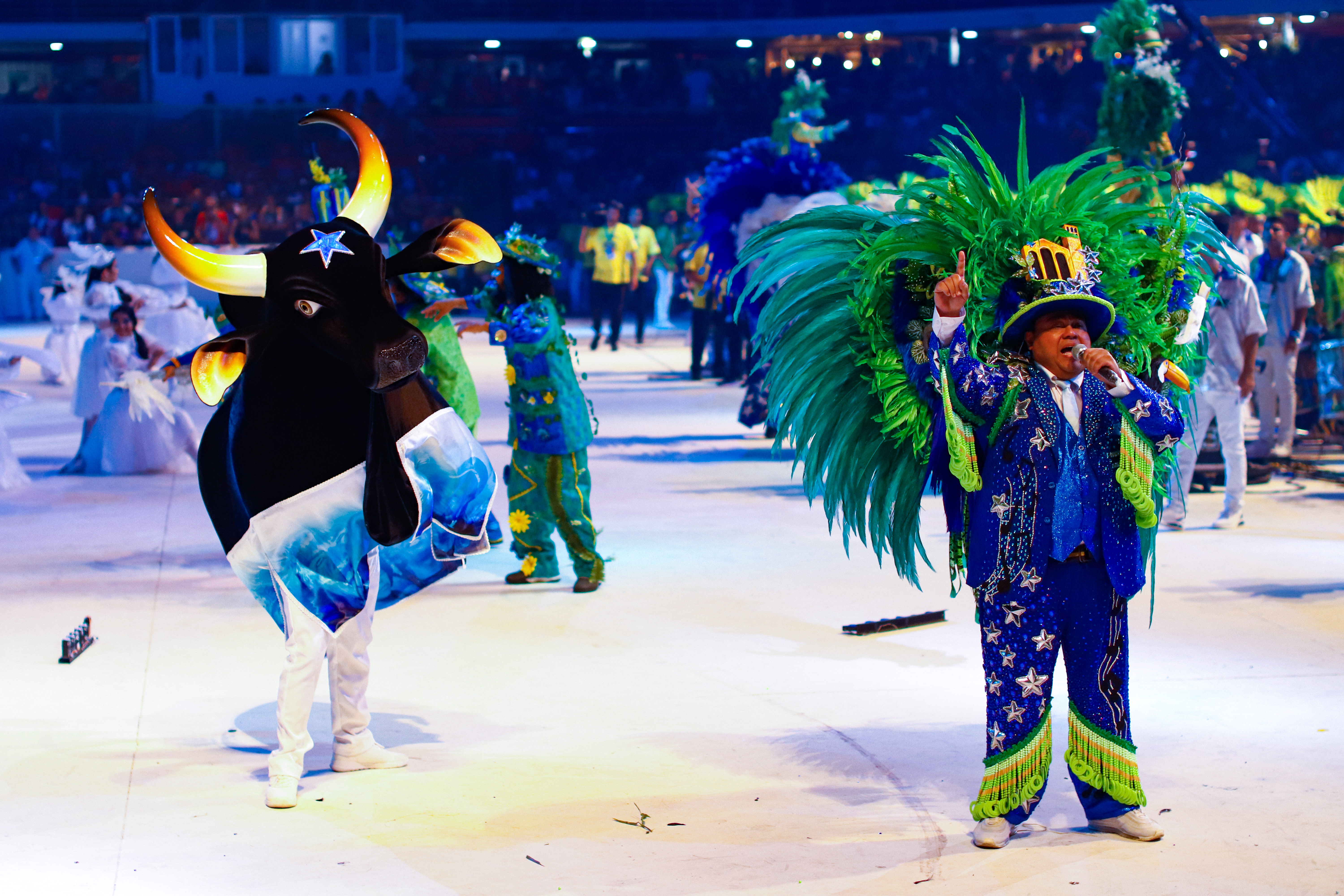
Amo do Boi Caprichoso

| Período    | Amo do Boi                   | Naturalidade | Ref.   |
| ---------- | ---------------------------- | ------------ | ------ |
| 1984-1998  | Rey Azevêdo                  |              |        |
| 1999-1999  | Benedito Siqueira            |              |        |
| 2000-2003  | Rey Azevêdo                  |              |        |
| 2004-2004  | Renato Freitas               |              |        |
| 2005-2006  | Edilson Santana              | Santarém     |        |
| 2007-2009  | Prince do Boi                |              |        |
| 2010-2013  | Edilson Santana              | Santarém     |        |
| 2014-2014  | Junior Paulain               | Parintins    |        |
| 2015-2016  | Edmundo Oran                 | Parintins    |        |
| 2017-2024  | Herland "Prince do Boi" Pena | Parintins    |        |
| 2025-atual | Caetano Medeiros             | Parintins    | [ 25 ] |

### Sinhazinha da Fazenda

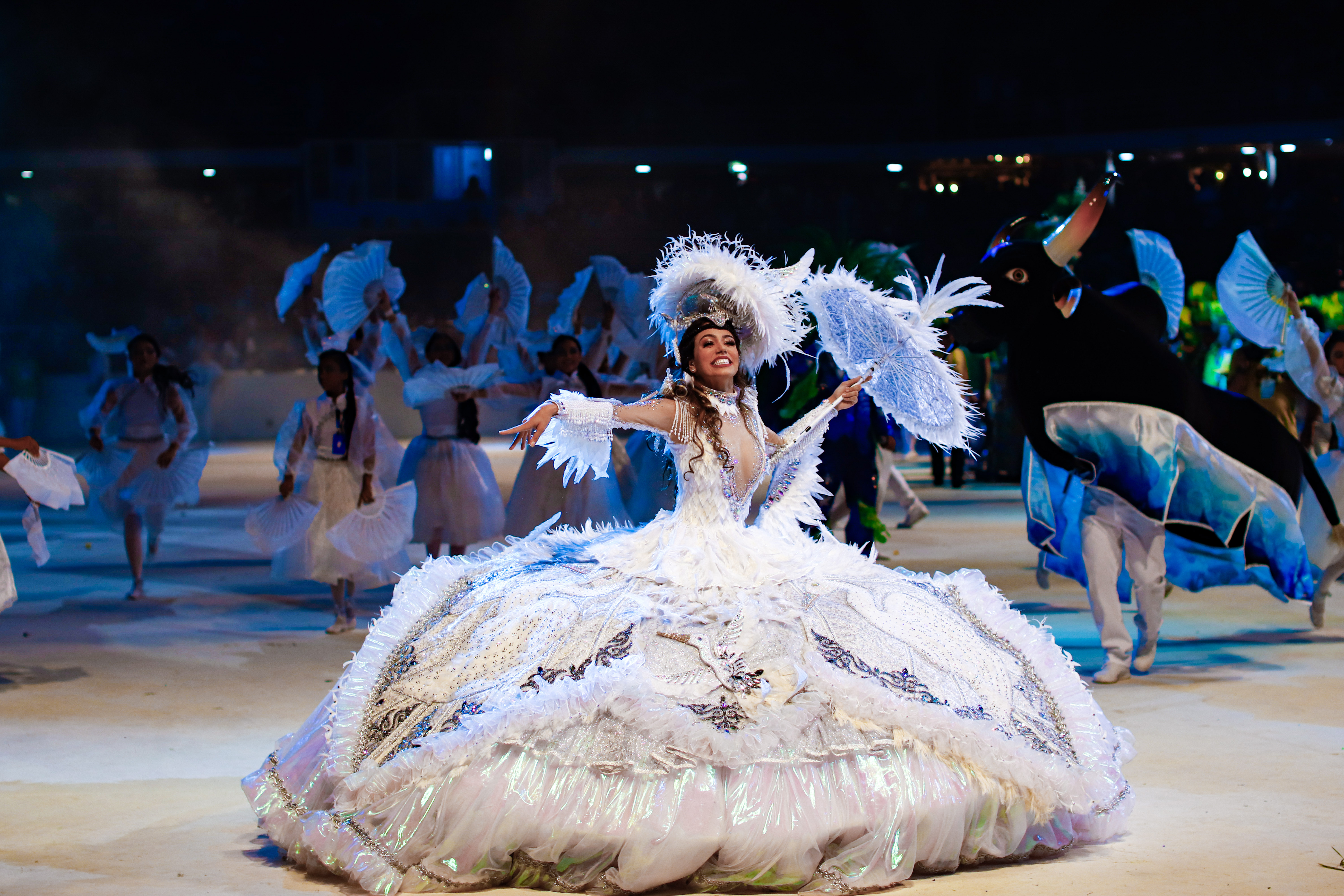
Sinhazinha do Boi Caprichoso

| Período    | Sinhazinhas da Fazenda | Naturalidade | Ref. |
| ---------- | ---------------------- | ------------ | ---- |
| 1993-1998  | Karina Cid             | Parintins    |      |
| 1999-2000  | Jeane Benoliel         | Parintins    |      |
| 2001-2006  | Adriane Viana          | Parintins    |      |
| 2007-2013  | Thainá Valente         | Parintins    |      |
| 2014-2015  | Karyne Medeiros        | Parintins    |      |
| 2016       | Adriane Viana          | Parintins    |      |
| 2017-atual | Valentina Cid          | Parintins    |      |

### Rainha do Folclore
| Período    | Rainhas do Folclore      | Naturalidade | Ref.   |
| ---------- | ------------------------ | ------------ | ------ |
| 1984-1986  | Inah Lopes               | Parintins    |        |
| 1988-1992  | Karina Cid               | Parintins    |        |
| 1993-1996  | Dunya Assayag            | Parintins    |        |
| 1997-1999  | Camila Assayag           | Parintins    |        |
| 2000-2004  | Daniela Monteiro Alencar | Parintins    |        |
| 2005-2008  | Karla Thainá             | Parintins    | [ 26 ] |
| 2009-2018  | Brena Dianná             | Parintins    | [ 27 ] |
| 2018-atual | Cleise Simas             | Parintins    | [ 28 ] |

### Cunhã-Poranga
| Período    | Cunhã-poranga                   | Naturalidade | Ref.   |
| ---------- | ------------------------------- | ------------ | ------ |
| 1989       | Luisiana Medeiros               | Belém        | [ 29 ] |
| 1990       | Maria Cecília Monteiro          | Belém        | [ 30 ] |
| 1991-1995  | Daniela Assayag                 | Manaus       | [ 31 ] |
| 1996-1998  | Marlessandra Barbosa Fernandes  | Parintins    |        |
| 1999-2000  | Marlessandra Nascimento Santana | Parintins    |        |
| 2001-2004  | Jeane Benoliel                  | Parintins    | [ 32 ] |
| 2005-2006  | Isabel de Souza da Silva        | Parintins    |        |
| 2007-2016  | Maria Azêdo                     | Parintins    |        |
| 2017-atual | Marciele Albuquerque            | Juruti       | [ 33 ] |

Notas

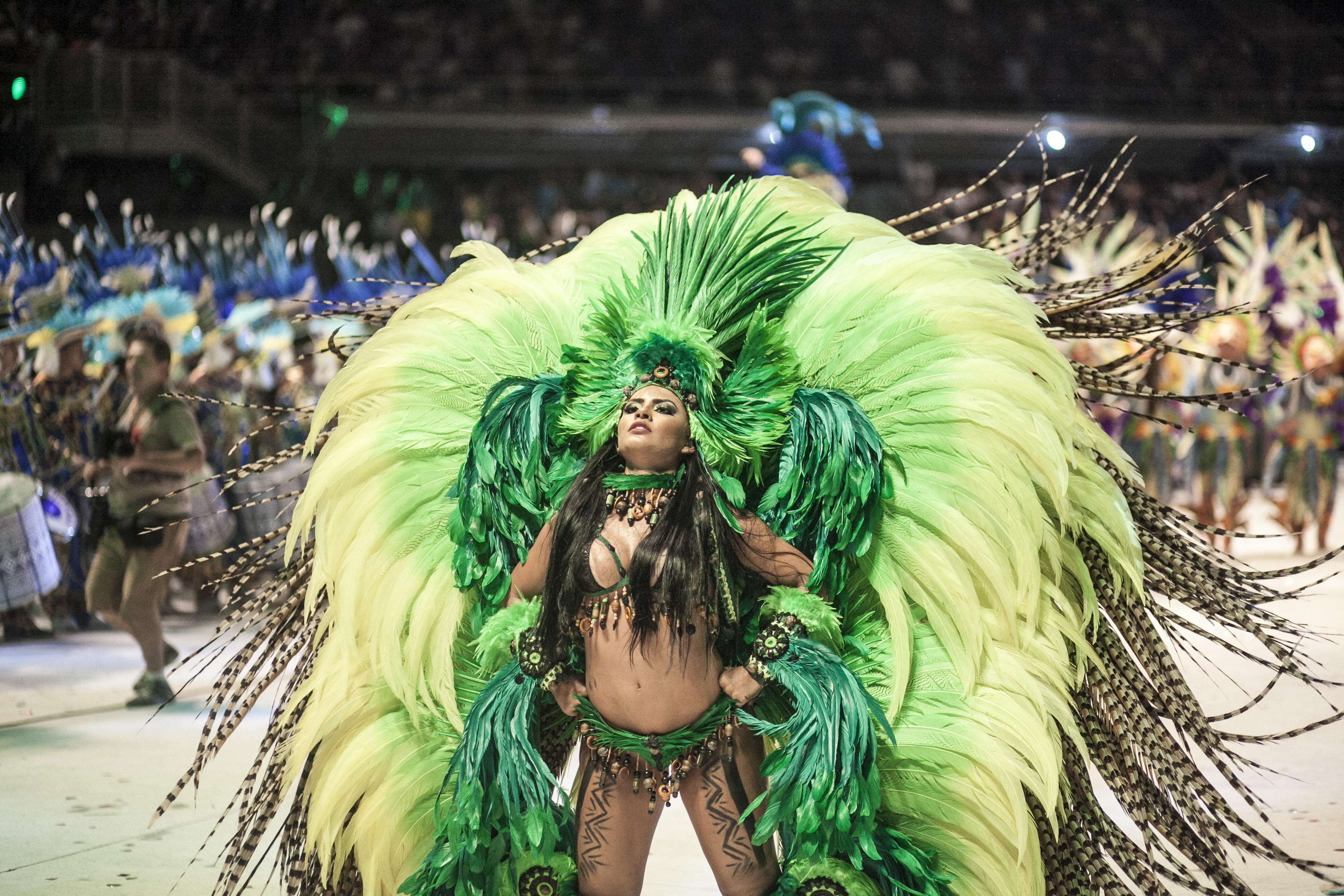
Maria Azêdo foi Cunhã Poranga do Boi Caprichoso de 2007 a 2016.

- Luisiana Medeiros representou o Amazonas no mesmo ano no Miss Brasil 1989, também participou do concurso Rainha das Rainhas do Carnaval Paraense em 1990, tornando-se vice-campeã.
- Maria Cecília Monteiro foi campeã do concurso Rainha das Rainhas do Carnaval Paraense em 1990.

### Boi-Bumbá evolução

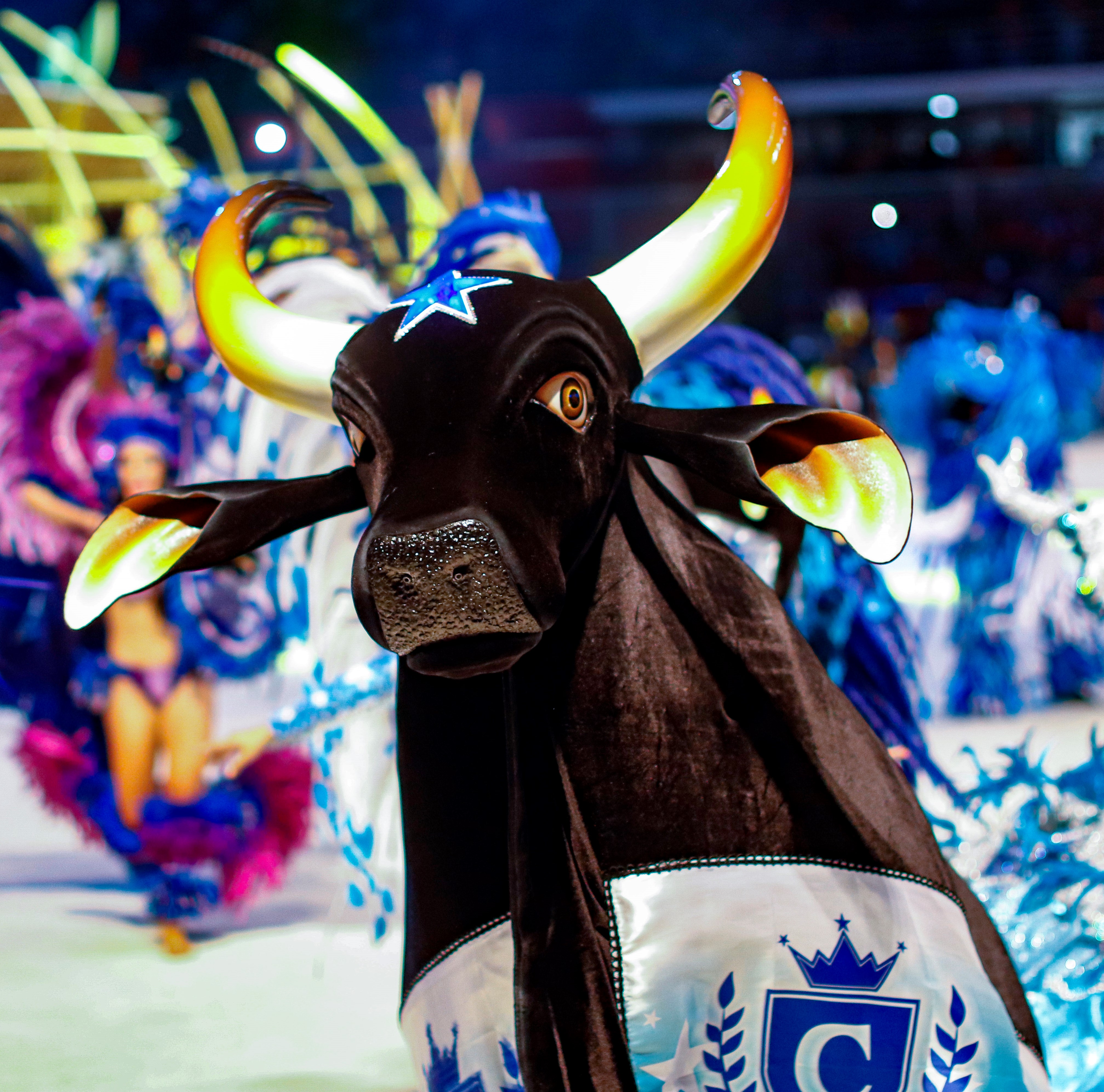
Boi Bumbá Caprichoso em Evolução

| Período    | Tripa do Boi      | Naturalidade | Ref.   |
| ---------- | ----------------- | ------------ | ------ |
| 1990–2016  | Marcos Azevedo    | Parintins    |        |
| 2017–atual | Alexandre Azevedo | Parintins    |        |
| 2025–atual | Edson Azevedo Jr. | Parintins    | [ 34 ] |

### Pajé

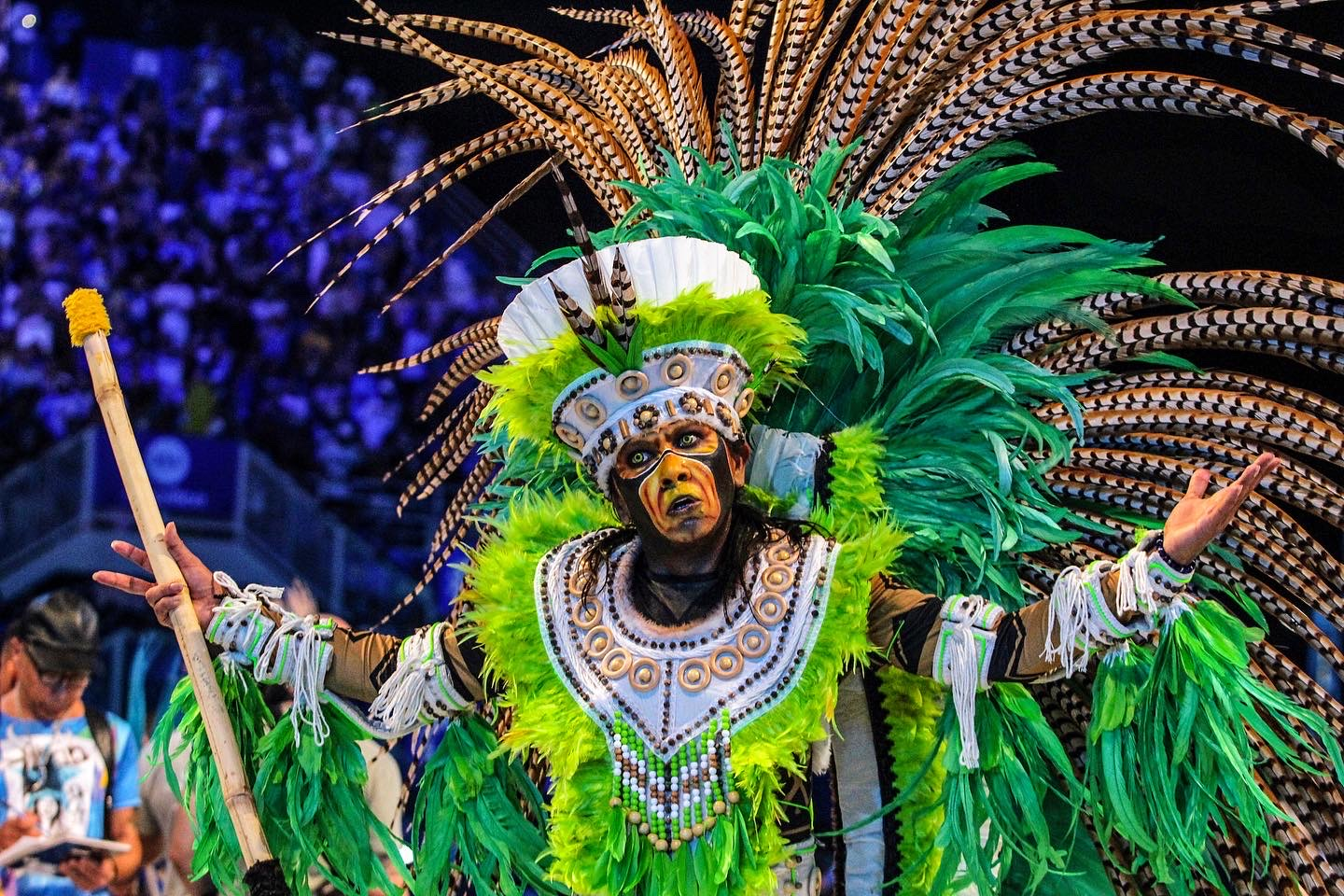
Pajé do Boi Caprichoso

| Período    | Pajés          | Naturalidade | Ref. |
| ---------- | -------------- | ------------ | ---- |
| 1992-2016  | Waldir Santana | Parintins    |      |
| 2017-2019  | Neto Simões    | Parintins    |      |
| 2020-atual | Erick Beltrão  | Parintins    |      |

### A Galera Azul e Branca

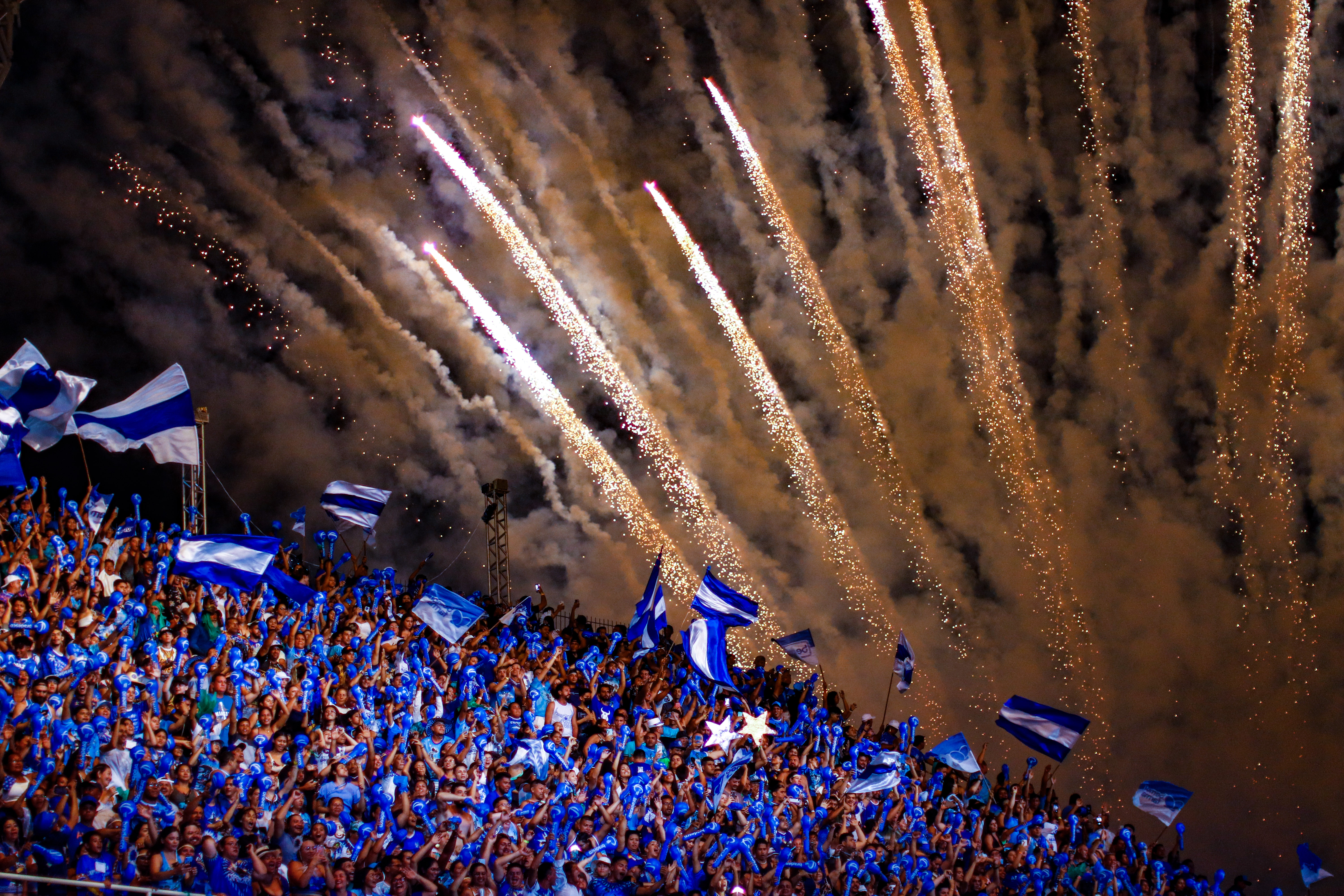
Galera Azul e Branca do Boi Caprichoso

A massa humana que forma uma das maiores coreografias uníssonas do mundo é um elemento crucial do espetáculo, com mais de dez mil torcedores ocupando a arquibancada do Bumbódromo desde cedo, enfrentando chuva, sol e calor. Esse sacrifício garante seus lugares para participar gratuitamente do grande coro que embala as apresentações do Boi Caprichoso. Após um dia inteiro de espera, eles mostram sua garra e força cantando as toadas, executando coreografias com braços ou adereços, e transmitindo sua energia e amor para a arena, interagindo ativamente com o apresentador.
Em 1988, ano de inauguração do Bumbódromo oficial de concreto armado e alvenaria, o jovem Arlindo Júnior assumiu o posto de levantador de toadas em 1989, inovando com novas coreografias. Em 1996, começaram os Medleys, misturas de arranjos com coreografias de braço que impactavam a arena. Em 2010, David Assayag, com raízes no Caprichoso desde 1991, voltou como levantador oficial de toadas após um período no boi adversário. A galera azul e branca permaneceu invicta por 8 anos, de 2011 a 2018, conquistando títulos em 2012, 2015, 2017 e 2018, e empates em 2011, 2013, 2014 e 2016 no item 19.